# Szőke tarlósáska
A szőke tarlósáska (Omocestus petraeus) a sáskafélék családjába tartozó, Eurázsiában honos sáskafaj.

## Megjelenése

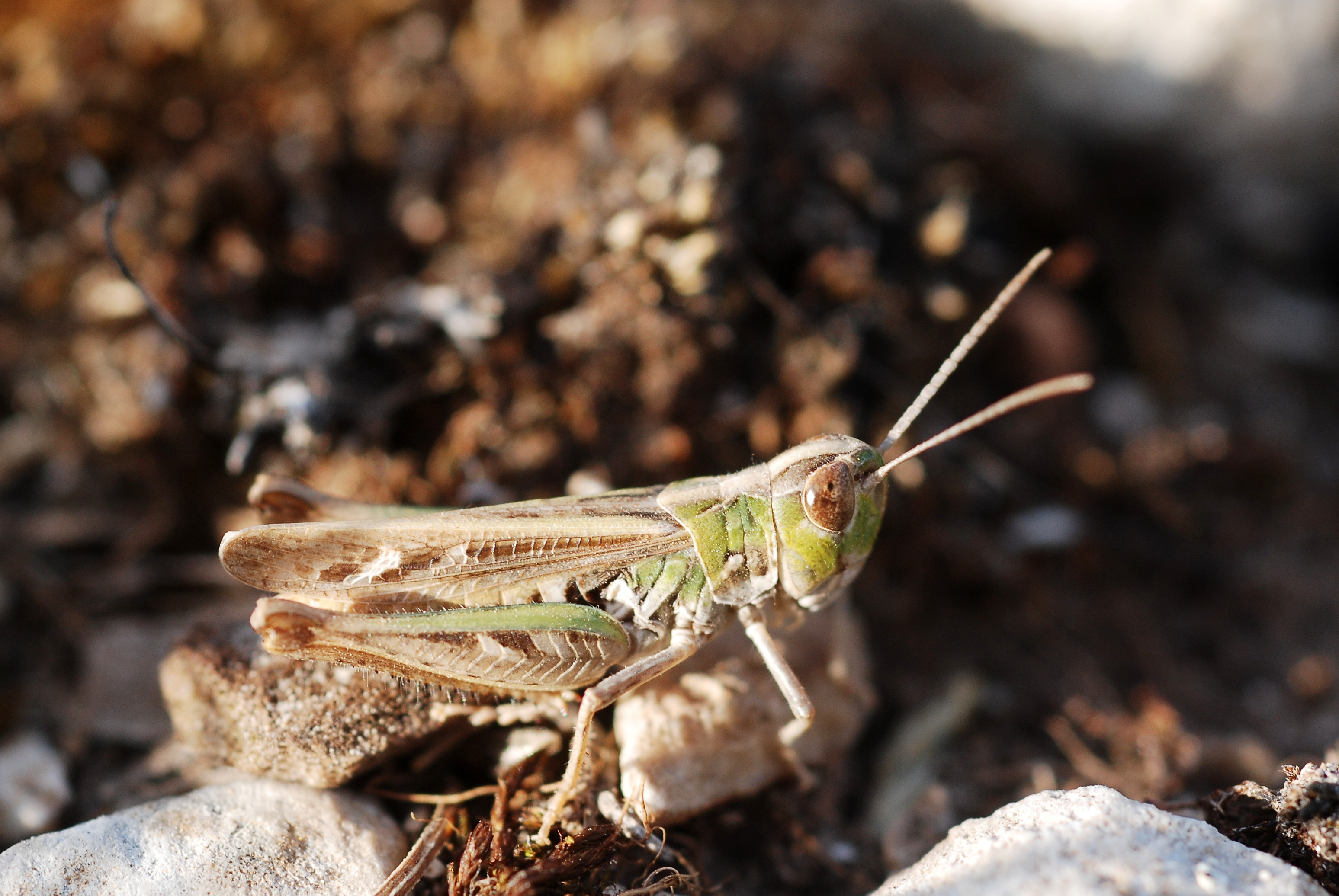
Hím sáska

A szőke tarlósáska testhossza a hím esetében 10-14 mm, a nőstény 12-15 mm. Kis termetű (Közép-Európa egyik legkisebb sáskája), karcsú alkatú, nagy fejű faj. Színe barna vagy szürke, néha világoszöld. A potrohvég halványsárga vagy kissé narancsos lehet, de soha nem vörös, mint a barna tarlósáska esetében. A keskeny első szárnyak kb. a térdig érnek. A torpajzs teteje nagyjából olyan hosszú mint a fej; a világos csíkkal jelölt oldalsó élei erősen befelé törtek. Gyakran előfordul a fejtetőtől a torpajzs közepén át a szárnyakig húzódó világos sáv. A torpajzs oldallebenyének alján átlós, világos, hosszú folt látható.
A hímek ritkán ciripelnek, nehéz hang alapján megtalálni. A halk ének 8-20 egymást követő syllabusból áll, mely halkan indul és fokozatosan erősödik. A teljes ének kb. 3-6 másodpercig tart. 

### Hasonló fajok
A barna tarlósáska, a kis bunkóscsápúsáska és a kis rétisáska hasonlít hozzá.

## Elterjedése
Eurázsiában honos, a Pireneusoktól Dél-, Délkelet-Európán keresztül egészen Közép-Ázsiáig. Magyarországon elsősorban az alföldi szikeseken él, helyenként gyakori is lehet. 

## Életmódja
A száraz, meleg puszták, sztyeppek, kopár homoki- és sziklagyepek sáskája, ahol a növényzet ritkás és nem borítja be teljesen a talajt.
Kifejlett egyedeivel júliustól október végéig találkozhatunk. Az áttelelő petékből április-májusban kelnek ki lárvái. 
Magyarországon nem védett.